# 滝沢麻美
滝沢 麻美（たきざわ あさみ、1987年7月2日 - ）は、日本のAV女優。

## 略歴
東京都出身。2007年に『女子校生監禁凌辱 鬼畜輪姦69』でアタッカーズ専属女優としてAVデビュー。

## 出演作品
- 女子校生監禁凌辱 鬼畜輪姦69（2007年3月7日 アタッカーズ）[1]
- 凌辱大捜査線2 アナル強姦遊戯（2007年4月7日 アタッカーズ）共演:加瀬あゆむ、白山ゆり[1]
- 女子大生 アナル凌辱事件簿6 -女子校生絞殺遺棄事件ノ犯人ヲ追エ-（2007年6月7日 アタッカーズ）[1]
- 明るくてエッチな作品（2007年8月7日 アタッカーズ）[1]
- サイヴィータ（2007年9月7日 アタッカーズ）[1]
- 鬼畜輪姦 69（2007年9月24日、アタッカーズ）
- 凌辱大捜査線 2（2007年10月24日、アタッカーズ）共演:加瀬あゆむ、白山ゆり
- THE BEST OF 滝沢麻美（2008年6月7日、アタッカーズ）[1]
- 完全ノーカット版 凌辱大捜査線（2008年8月7日、アタッカーズ）共演:安寿、紗月結花、三浦沙耶香、加瀬あゆむ、白山ゆり、美麗[1]
- アナル凌辱事件簿BEST 2（2008年11月7日、アタッカーズ）他出演:紫彩乃、長谷川いずみ、麗花、夏川未来[1]
- Cybe-Guard PERFECT ver.（2009年4月7日、アタッカーズ）共演:亜紗美[1]